# Ausbesserungswerk Jülich

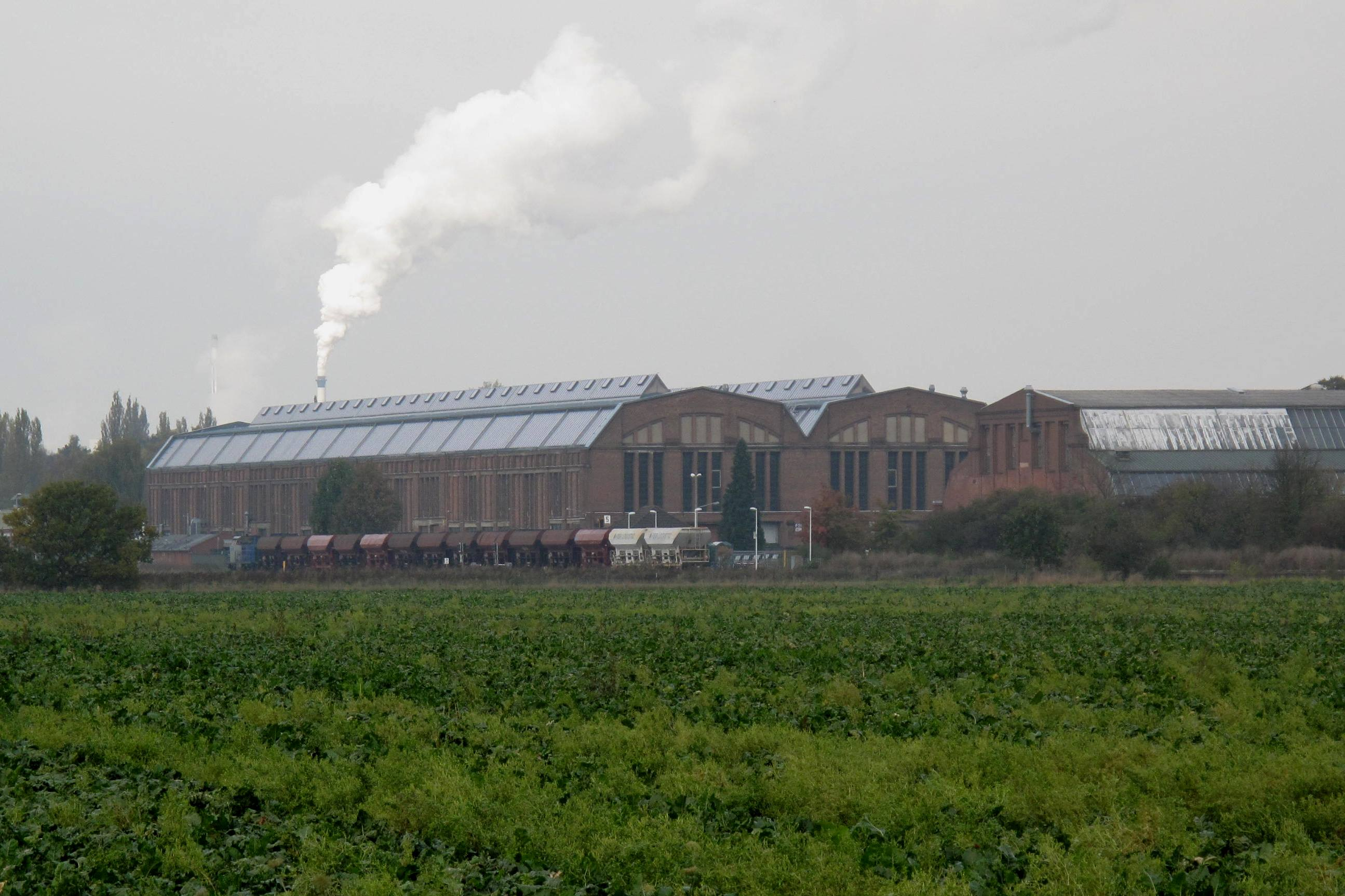
Die Hallen des früheren AW Jülich im Oktober 2009 – der 150 m lange Kohlezug der Rurtalbahn zeigt die Dimensionen (der Schornstein gehört zur Zuckerfabrik, die die mit dem Zug angelieferte Kohle verfeuert).
Rechts neben dem letzten Waggon ist der 1995 zum Bahn-Bus-Verknüpfungspunkt erweiterte Haltepunkt Forschungszentrum zu sehen.

Das Ausbesserungswerk Jülich war ein Eisenbahn-Ausbesserungswerk (AW) in Jülich, das 1918 in Betrieb genommen und 1964 von der Deutschen Bundesbahn geschlossen wurde. Bei der Schließung wurden die Werksanlagen an die Bundeswehr übergeben, welche hier seitdem Militärfahrzeuge instand setzt (Mechatronikzentrum der Bundeswehr); ein Teil des Geländes wird inzwischen auch durch einzelne Abteilungen des Forschungszentrums Jülich genutzt. Das ausgedehnte Werksgelände (1120 m lang und bis zu 320 m breit) liegt südlich von Jülich unmittelbar östlich neben der Bahnstrecke Jülich–Düren und verfügt bis heute über einen Gleisanschluss. Die Ansiedlung des Werks und der Zuzug zahlreicher Arbeitskräfte führte zu einer bedeutenden Steigerung der Einwohnerzahl Jülichs und hatte erheblichen Einfluss auf die weitere Entwicklung der Stadt, die dadurch für fast ein halbes Jahrhundert den Charakter einer Eisenbahnerstadt erhielt.

## Vorgeschichte, Bau und Inbetriebnahme

### Standortwahl
Angesichts steigender Verkehrsleistungen im Aachener Steinkohlerevier, im Rheinischen Braunkohlerevier und auch im Ruhrgebiet plante die Preußische Staatseisenbahn zur Erweiterung ihres Bestands an Hauptwerkstätten kurz vor dem Ersten Weltkrieg ein neues großes Eisenbahn-Ausbesserungswerk (AW/EAW) im linksrheinischen Teil des Rheinlandes. Als Standort hierfür bewarben sich mehrere Städte, die Wahl fiel schließlich auf Jülich, da dessen Bahnhof damals über Staatsbahnstrecken aus fünf Richtungen erreichbar war, das dortige Baugelände kostenlos zur Verfügung gestellt wurde und die Arbeitslöhne in Jülich am niedrigsten waren. Dass die fünf Bahnstrecken allesamt eingleisige Nebenbahnen waren, war angesichts der seinerzeit noch relativ geringen Zugdichte (insbesondere im Personenverkehr) kein ins Gewicht fallender Nachteil.

### Bauvorbereitung mit Schmalspurbahn
Das fürs EAW vorgesehene Gelände umfasste 35 ha – zum Teil alter Buchenwald, zum größten Teil junger Aufwuchs. 25 Hektar stellte der Forstfiskus, 10 Hektar die Stadt Jülich zur Verfügung. Die Baupläne wurden im Jahr 1913 erarbeitet, als Baukosten wurden zwölf Millionen Goldmark genannt, Baubeginn war kurz nach Ausbruch des Ersten Weltkriegs. Die ersten zwei Jahre des Baus waren, vom Errichten einiger Fundamente abgesehen, durch wenig sichtbare Veränderungen gekennzeichnet. Dies lag daran, dass zunächst zur Auffüllung des Baugeländes 500.000 bis 1.000.000 Kubikmeter Sand und Kies aus dem 3 Kilometer entfernten Wolfshoven (heute Teil von Jülich-Stetternich) herangeschafft werden mussten. Hierzu standen in Wolfshoven zwei Bagger mit je 1.200 Kubikmeter Tagesleistung zur Verfügung, woraus sich unter Volllast bereits eine reine Abbauzeit von 200 bis 400 Arbeitstagen ergibt.
Zum Transport wurde eine Bau-Schmalspurbahn mit 900 Millimeter Spurweite durch den Hambacher Wald errichtet, deren Trasse auf großen Teilen noch heute in Form eines schnurgeraden breiten Forstweges erkennbar ist. Fünf Lokomotiven und 100 Transportwagen von je vier Kubikmeter Inhalt wurden eingesetzt, bei 20-Wagen-Zügen ergeben sich damit insgesamt ca. 6.000 bis 12.000 Zugfahrten. Außerdem wurden über die staatlichen Bahnstrecken mehr als 10.000 Wagenladungen mit weiteren Baumaterialien antransportiert.

### Inbetriebnahme
Ab Herbst 1916 wurden die eigentlichen Werksgebäude errichtet und mit über 30 parallelen Gleisen und drei großen Schiebebühnen sowie mehreren Drehscheiben verbunden (insgesamt wurden 27 Kilometer Gleise verlegt), so dass das Werk am 1. August 1918 feierlich eingeweiht wurde. Die Feier wurde getrübt durch einen gegen 14 Uhr stattfindenden Fliegerangriff auf das benachbarte Düren, welcher einige Tote forderte. Nachdem sukzessive die noch unvollendeten Gebäude (Wagenhalle, Schnellausbesserungshalle u. a.) fertiggestellt waren, wurde im Oktober 1919, also vier Monate nach dem Friedensvertrag von Versailles, der volle Betrieb aufgenommen.

### Infrastrukturelle Anbindung

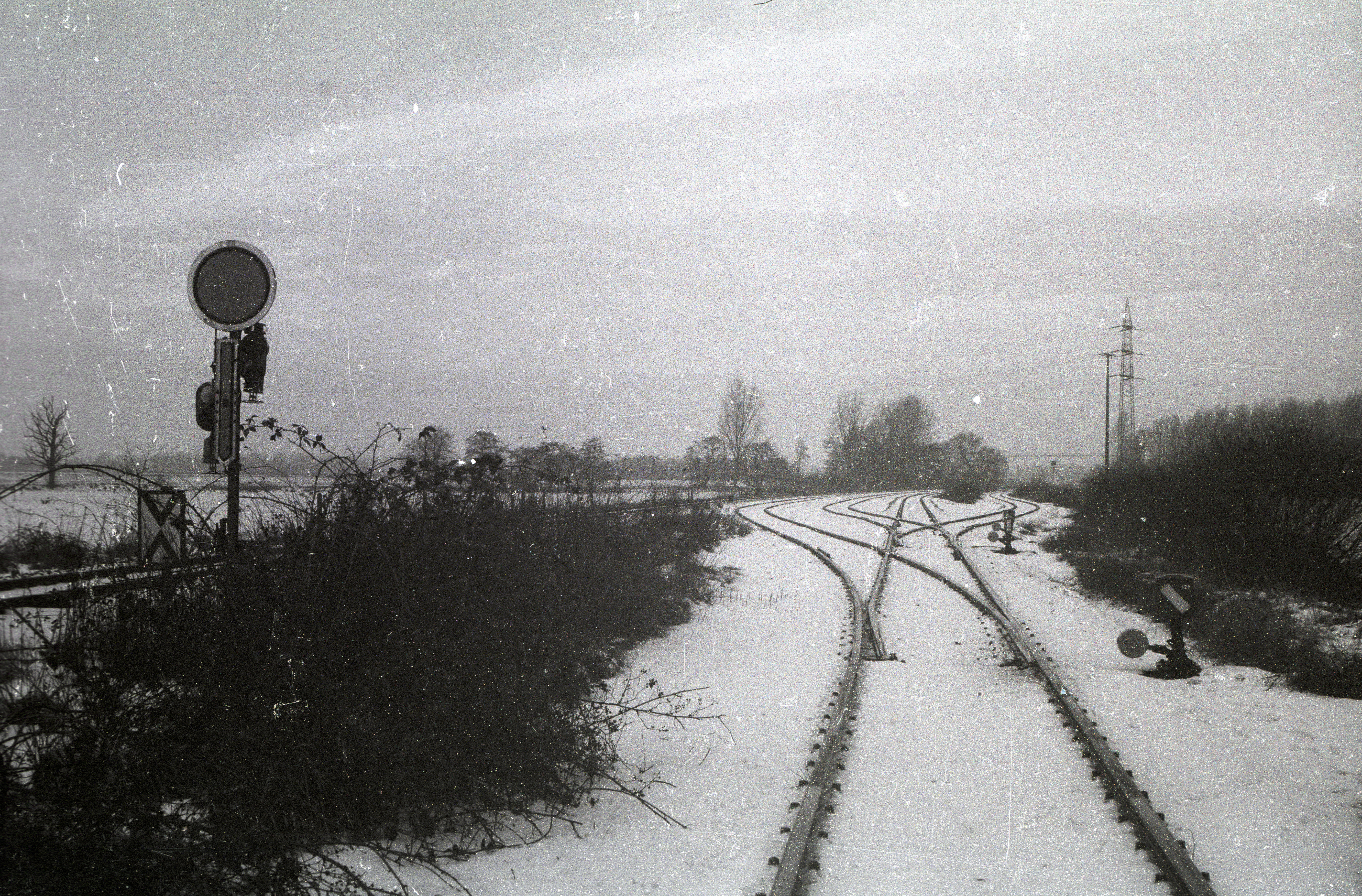
Der Vorbahnhof im Dezember 1981, Blickrichtung vom AW aus nach Jülich. Das Einfahrvorsignal links wurde Mitte der 1990er Jahre durch ein Lichtsignal an selber Stelle ersetzt.

Zur Anbindung an den etwa ein Kilometer entfernten Bahnhof Jülich, insbesondere aber als „Puffer“ für reparaturbedürftige bzw. gerade reparierte Lokomotiven und Wagen sowie als Zwischenspeicher für Waggons mit Versorgungsmaterialien und Betriebsstoffen, wurde zwischen Nordende des AW und südlichem Bahnhofskopf Jülich ein Vorbahnhof mit 18 Weichen und fünf parallelen (insgesamt fast 6.000 Meter langen) Gleisen erbaut. (Bis Anfang der 1980er Jahre existierte er mit immerhin noch vier Gleisen, von denen freilich nur noch eins für die Werkszufahrt genutzt wurde, die anderen zeitweise zum Abstellen von zur Ausmusterung vorgesehenen Güterwagen. Heute ist neben dem Streckengleis nur noch ein einziges Gleis des einstigen Vorbahnhofs als Zufahrt zum Instandsetzungswerk der Bundeswehr vorhanden.)
Elektrischen Strom bezog das Werk über eine eigene 25-Kilovolt-Leitung vom 1914 erbauten 10 Kilometer entfernten Kraftwerk Weisweiler. Der entsprechende Trafoturm steht heute noch, durch Bahnlinie und Straße vom eigentlichen Werksgelände getrennt, die Freileitung indes ist längst verschwunden.
Die alte Landstraße Jülich–Düren, die ebenerdig quer durch das AW-Gelände verlief, wurde mit dem Bau des AWs westlich um dieses herum und auf einer (ursprünglich mit Mittelpfeiler versehenen) Brücke über die Bahnlinie Jülich–Düren und die benachbarten AW-Zufahrtsgleise geführt.

### Neuer Bahnhof Jülich-Süd

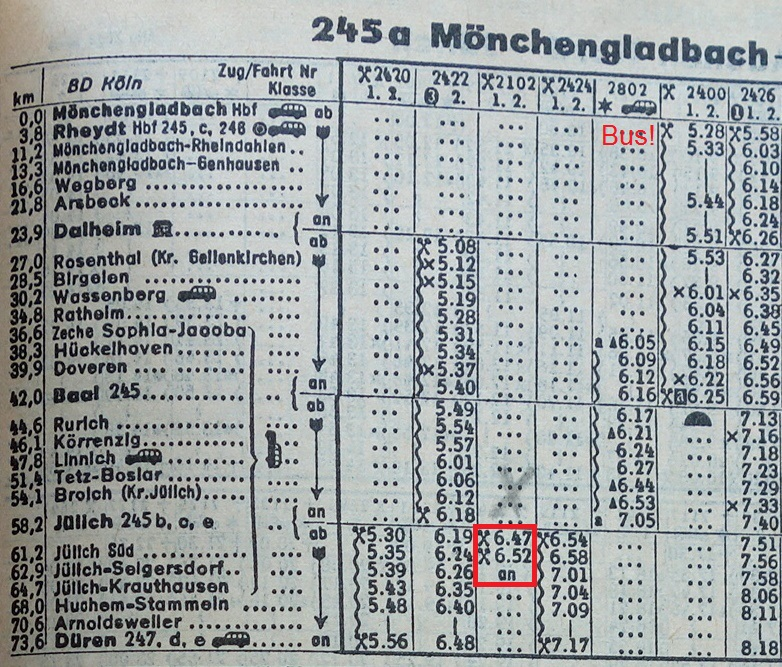
DB-Sommerfahrplan 1963: Zubringerzug zum AW Jülich mit nur 3 km Laufweg, wenige Minuten vor dem „allgemeinen“ Berufsverkehrs-Pendlerzug Jülich–Düren. Drei Anschlusszüge aus Mariagrube, Mönchengladbach und Stolberg trafen 12, 5 und 3 Minuten vor Abfahrt des AW-Zuges im Bahnhof Jülich ein. Um 7.21 Uhr fuhr der AW-Zug wieder zurück nach Jülich.

Die neben AW und Vorbahnhof verlaufende Bahnstrecke Jülich–Düren hatte bis zum Bau des AWs zwischen Jülich und Krauthausen (6 Kilometer) keine Zwischenstation. Für die Anreise der Arbeiter wurde daher am Südende des Werks eine neue Bahnstation Jülich-Süd geschaffen, die am 10. November 1917 provisorisch als einfacher Haltepunkt ohne Weichen in Betrieb ging und die somit auch noch die (zeitweise bis zu 700) Bauarbeiter nutzen konnten. Etwa zwei Jahre später wurde sie zu einem kleinen Bahnhof erweitert.
Der Bahnhof Jülich-Süd verfügte über ein Stellwerk (Jsn), ein kleines Bahnhofsgebäude (halb so groß wie das von Huchem-Stammeln), zwei Gleise und einen Mittelbahnsteig, der sich vom Bahnübergang Waldstraße aus in südliche Richtung erstreckte und kurz vor dem heutigen (erst 1979 erbauten) Anschlussgleis zum Forschungszentrum endete. Dort befand sich auch eine kleine unterirdische Bunkeranlage mit langgestrecktem Zickzack-förmigen Gang. Das eine Gleis liegt heute noch, das andere verlief etwa dort, wo sich heute Bus-Wendeschleife, Parkplatz und Fahrradständer befinden. Unmittelbar nördlich des Bahnübergangs gab es ab 1919 ein direktes Zufahrtsgleis aus Richtung Düren ins Werk, was sich in einem rechtwinkligen Versatz in der das Werk umgebenden Betonmauer manifestierte. Auch Begegnungen (Kreuzungen) planmäßiger Personenzüge fanden in Jülich-Süd statt und sind in alten Kursbüchern dokumentiert. Abweichend von den Planunterlagen des Jahres 1919 erhielt der Bahnhof an seinem Südende zusätzlich eine Flankenschutzweiche zur Sicherung des Hauptgleises. Der zugehörige Beton-Prellbock ist bis heute erhalten und gut zu erkennen.
Von Inbetriebnahme bis zur Aufgabe des Eisenbahn-AWs 1964 verkehrten zu Arbeitsbeginn und -ende spezielle Arbeiterzüge zwischen Jülich und Jülich-Süd, die vom Winterfahrplan 1961/62 an sogar für die Öffentlichkeit freigegeben wurden und im Kursbuch erschienen. Grund dafür dürfte gewesen sein, dass ab Juli 1961 Teile der Belegschaft durch die Bundeswehr übernommen wurden und somit (formal) keinen Zugang mehr zu Bundesbahn-internen Mitarbeiter-Fahrplänen hatten.
Nach der kompletten Übernahme des Werks durch die Bundeswehr 1964 verlor der Bahnhof Jülich-Süd massiv an Bedeutung; Stellwerk, Kreuzungsgleis und Weichen verschwanden, stattdessen wurde der Bahnübergang 1965 mit zuggesteuerter Blinklichtanlage versehen – und dementsprechend mit zwei eingleisigen Bahnsteigen nördlich und südlich der Waldstraße, damit die Züge unabhängig von ihrer Fahrtrichtung immer zunächst die Straße überqueren und erst danach ihren Halt einlegen konnten.
Aufgrund der immer geringer werdenden Inanspruchnahme wurde der Haltepunkt 1982 schließlich ganz aufgegeben; die Bahnsteige blieben allerdings erhalten. Bei der Übernahme der Bahnlinie durch die Dürener Kreisbahn 1993 ging der Haltepunkt wieder in Betrieb, zwei Jahre später wurde er grundsaniert, und inzwischen erfreut er sich dank Taktfahrplan sowie einer guten Shuttlebus- und Fahrrad-Anbindung ans 15 Fußminuten entfernte Forschungszentrum reger Nutzung.

### Gebäude und Betrieb

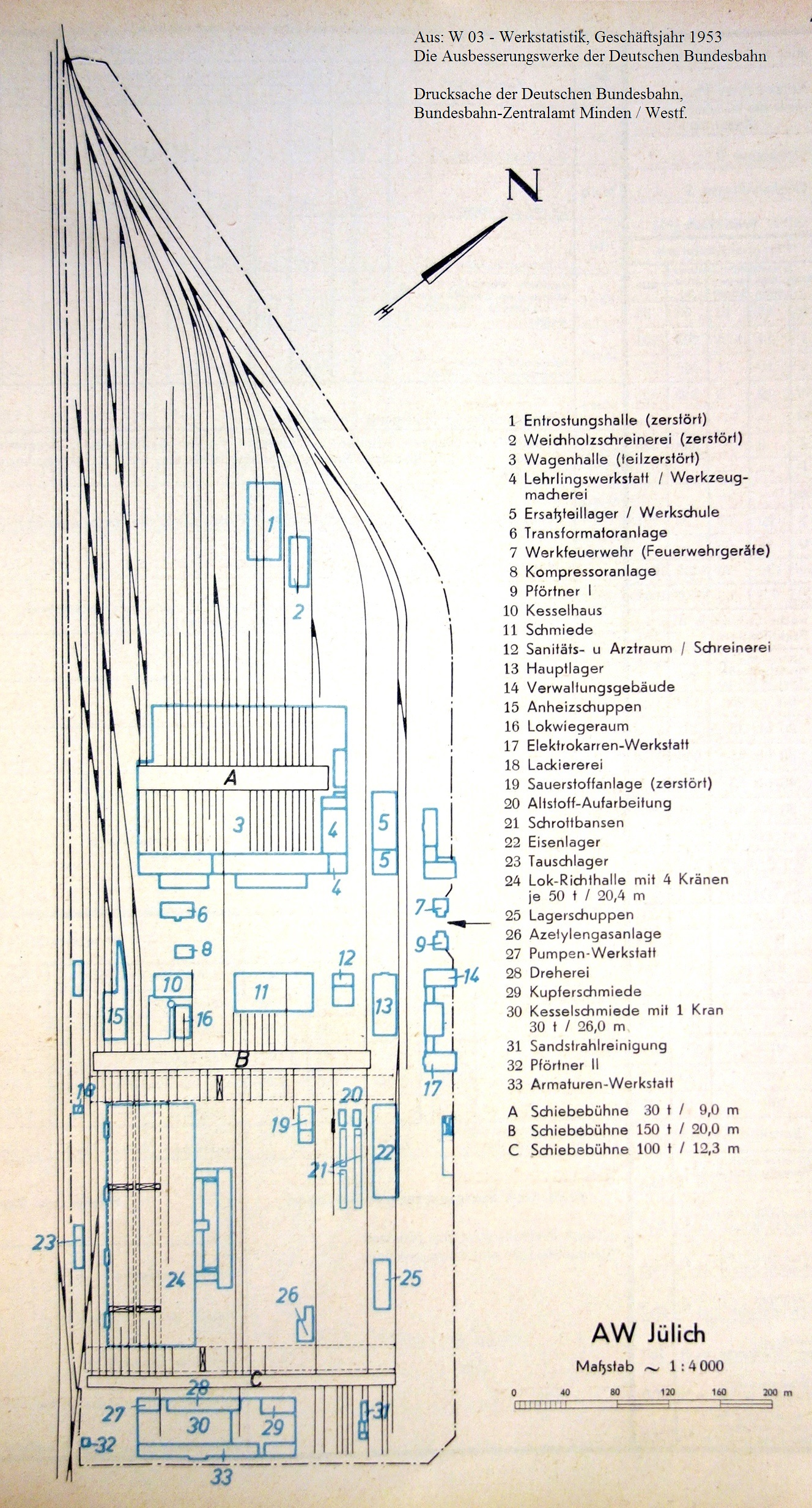
Lageskizze des AW Jülich von 1953, kurz vor dem Abriss der Gleise zur Wagenhalle. Gegenüber dem Zustand 1918 fehlen nur wenige Gleise, insb. die rechtwinklig verlaufenden.

Das gesamte Werksgelände umfasste im Jahre 1927 eine Fläche von 28 Hektar, von welcher 21 % mit über dreißig verschiedenen Gebäuden bis hin zu Speisesaal, „Badeanstalt“ (Badewannen und Duschen), Lehrlingsheim u. a. bebaut waren.
Besonders markant und auch heute noch in voller Größe vorhanden sind die zweischiffige Lokomotivhalle (parallel zur Bahnlinie, 192 Meter × 70 Meter) und die Kesselschmiede (rechtwinklig dazu, 150 Meter × 45 Meter). Die weniger hohe Wagenhalle (166 Meter × 133 Meter) wurde 1944 erheblich beschädigt, nach dem Krieg nur notdürftig hergerichtet und bald darauf, noch unter DB-Regie, ganz abgerissen.
Die Lokomotivhalle hatte an ihren beiden Stirnseiten sechs bzw. sieben Einfahrtstore für Lokomotiven, deren Lage auch heute noch zu erkennen ist. Im Innern gab es pro Gleis bis zu elf hintereinander angeordnete Lokstände, in denen Reparaturen durchgeführt werden konnten. Diese Stände waren entsprechend den üblichen Arbeitsabläufen von Nord nach Süd in sechs als Takte bezeichnete Arbeitsschritte gruppiert und jeweils mit den dazu benötigten Maschinen ausgestattet:
- I: Abbau
- II: Rahmenarbeiten, -armaturen, Kessel anpassen
- III: vermessen, schleifen, Kessel-Einbau
- IV: Lok-Aufbau-Arbeiten
- V: Lok aufachsen
- VI: Lok fertig.

Von Beginn an waren vier schwere Lokomotiv-Hebekrane von jeweils 50 Tonnen Tragkraft in die Halle eingebaut, welche zu zweit ganze Lokomotiven heben und schwebend über andere Lokomotiven hinweg durch die gesamte Halle transportieren konnten.
Nach bestimmten Ausbesserungsarbeiten waren Probefahrten vorgeschrieben. Diese fanden in den zahlreichen Fahrplanlücken auf den von Jülich ausgehenden Nebenstrecken statt, so beispielsweise in Richtung Norden bis nach Ameln (wo eine Bahnhofsgaststätte existierte) und in Richtung Süden mindestens bis Krauthausen. Diese Strecken waren in den 1950er- und 1960er-Jahren für Geschwindigkeiten bis 60 km/h zugelassen, höhere Geschwindigkeiten waren auf den umgebenden Hauptstrecken Köln – Aachen – Mönchengladbach – Köln möglich.

## Geschichte

### Zwischen den Weltkriegen

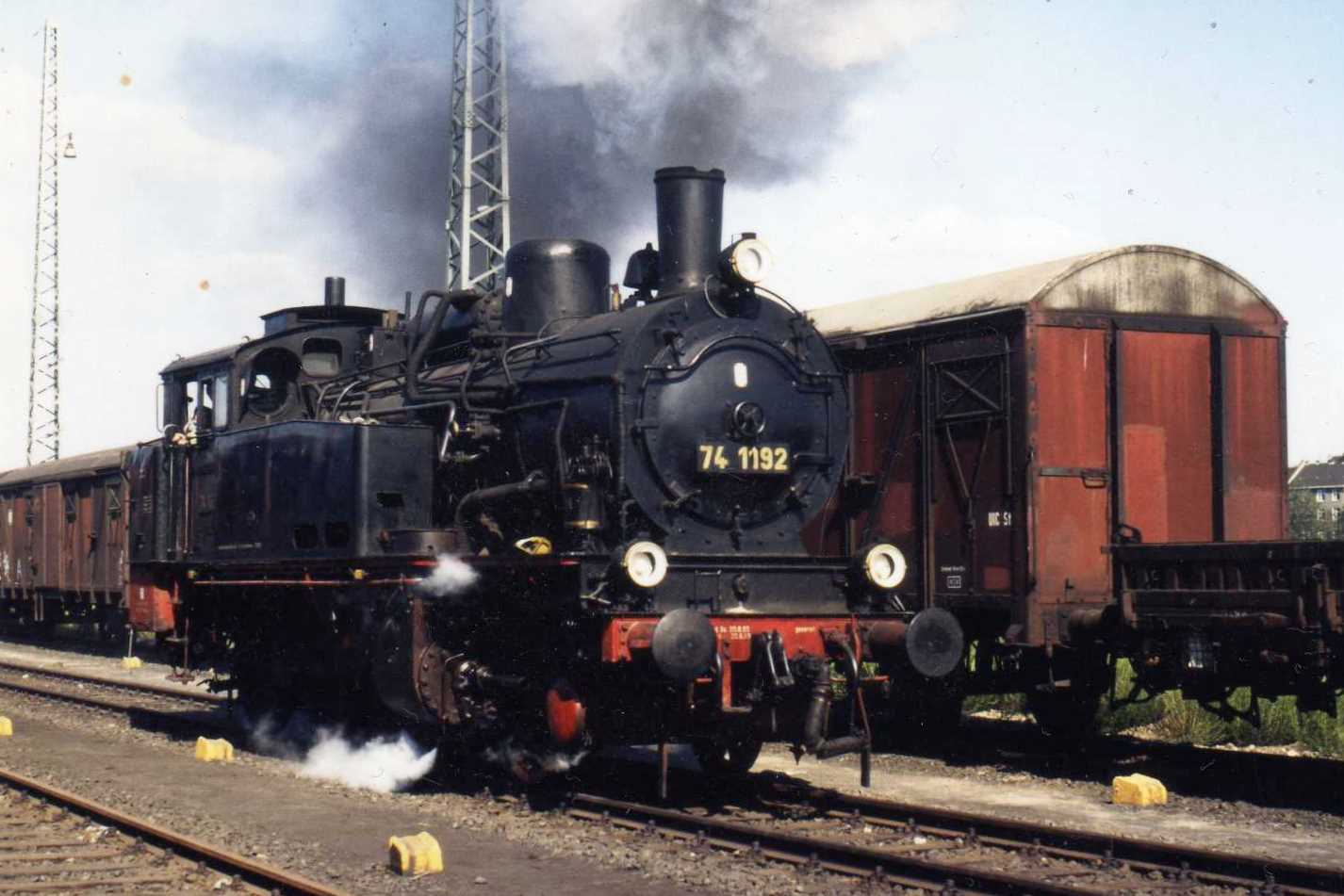
Häufigste Gäste im AW waren Dampfloks preußischer Bauart (insb. die Baureihe 74, hier 1990 in Köln-Gereon) sowie über die Hälfte der gesamten Zeit hinweg auch Güterwagen. Personenwagen kamen nur die ersten 8 ½ Jahre.

Zunächst diente das Werk der Reparatur und Hauptuntersuchung von Dampflokomotiven und Wagen (hauptsächlich Güterwagen). Während der Alliierten Rheinlandbesetzung kam der Betrieb 1923/24 monatelang zum Erliegen; in dieser Zeit kam es allerdings auch zu einem „Schmuggel“ von fünf frisch reparierten modernen Schnellzuglokomotiven: Diese wurden dem abendlichen Werkstättenzug, welcher die Arbeiter von Jülich-Süd nach Jülich brachte, vorgespannt, in Jülich zur Überraschung der belgischen Besatzungsmacht in kürzester Zeit abgekuppelt und über Ameln nach Bedburg in die britische Besatzungszone gefahren, wodurch sie für die Deutsche Reichsbahn „gerettet“ waren, anstatt gemäß dem Versailler Vertrag als Kriegsreparationen an Frankreich abgegeben zu werden.
Die Ausbesserung von Personenzugwagen wurde Anfang 1927 eingestellt. Im Jahr 1927 waren im nunmehr Reichsbahnausbesserungswerk genannten RAW Jülich 2500 Menschen tätig, pro Monat wurden ca. 30 Lokomotiven und bis zu 1000 Güterwagen wiederhergestellt. Auch die Ausbesserung von Güterwagen wurde jedoch Ende 1929 eingestellt. Versuche, die Werkskapazitäten durch Ausbesserung von Dieselwagen und Lastautos zu nutzen, wurden alsbald aufgegeben, und der Personalbestand sank in den von der weltweiten Wirtschaftskrise gekennzeichneten Folgejahren auf unter 1000 Mitarbeiter. Am 14. August 1931 wurde die 5000. Lokomotive seit Bau des RAWs fertiggestellt. Am 15. Februar 1938 wurde – offensichtlich im Zuge der Kriegsvorbereitungen des NS-Regimes – die Güterwagenausbesserung wieder aufgenommen, für dieses Jahr wird ein Personalbestand von 1200 Mitarbeitern genannt.

### Im Zweiten Weltkrieg
Während des Zweiten Weltkriegs wurden neue Rekordwerte erreicht: Im März 1940 wurden erstmals 100 Lokomotiven pro Monat ausgebessert, 1943 erreichte die Belegschaft mit 3305 Menschen ihren absoluten Höchststand. Im Wald östlich neben dem Werk, von diesem durch die Straße getrennt, wurde während des Krieges ein Barackenlager für ausländische (zumeist russische) Zwangsarbeiter errichtet. Ab 1942 kam es zu einzelnen kleineren Fliegerangriffen, die im RAW allerdings nur mäßige Schäden anrichteten. Im Herbst 1944 jedoch erreichte die Front die deutsche Westgrenze bei Aachen; einige Maschinen wurden daher schon ab August 1944 abtransportiert.
Faktisch beendet wurde der Betrieb des RAW am 29. September 1944 durch einen schweren Fliegerangriff amerikanischer Bomber, der sich gezielt gegen das RAW richtete. Von der ersten Welle des gegen 17.30 Uhr beginnenden Angriffs fielen nur einige der abgeworfenen Bomben ins Werksgelände, der überwiegende Teil hingegen auf das benachbarte Zwangsarbeiterlager im Wald. Da die Tagesschicht um 16.40 Uhr geendet hatte, befanden sich zu diesem Zeitpunkt ca. 1500 Zwangsarbeiter im Barackenlager beim Essensempfang. Vorsichtige Schätzungen von Überlebenden des Angriffs gingen von ca. 400 Toten aus. Die nächsten Wellen des Angriffs trafen dann das eigentliche RAW, in welchem sich zwar nur noch wenige Menschen aufhielten, welches aber schwer beschädigt wurde und fortan praktisch nicht mehr für den ihm zugedachten Zweck zu gebrauchen war. In den folgenden Wochen fanden auf dem Gelände Schanzarbeiten statt, außerdem wurden noch brauchbare Maschinen demontiert und abtransportiert.
Am 16. November 1944 wurde die Stadt Jülich im Rahmen der Operation Queen ab 15.28 Uhr durch schwerstes britisches Fliegerbombardement (ebenso wie Düren) nahezu vollständig zerstört. Das RAW Jülich kam diesmal vergleichsweise glimpflich davon, weil sich der Angriff auf die eigentliche Stadt konzentriert hatte. Allerdings war nun überhaupt kein Betrieb mehr durchführbar, da sich deutsche Truppen im RAW verschanzten, die Front bereits Anfang Dezember 1944 die Rur erreichte und in der Stadt auch keinerlei Wohnraum mehr für die Arbeiter existierte, ebenso wenig im benachbarten Düren. Ende November erfolgten letzte nächtliche Überführungen einzelner im RAW stehender Lokomotiven und Wagen mit Räumungsgut über Düren in Richtung Osten.
Durch die deutsche Ardennenoffensive und die (durch Sprengung der Rurtalsperre) über die Ufer getretene Rur aufgehalten, konnten die amerikanischen Truppen erst am 23. Februar 1945 die Stadt Jülich bzw. deren hart umkämpfte Überreste einnehmen. Vom Nachmittag dieses Tages, als das eigentliche Stadtgebiet schon in den Händen der Amerikaner war, ist die Meldung eines deutschen Unteroffiziers erhalten, der zur Verteidigung des RAW eingeteilt war und hierzu gerade noch sechs Mann zur Verfügung hatte. Wenig später dürften die US-Truppen das RAW in Besitz genommen haben.

### Nachkriegszeit

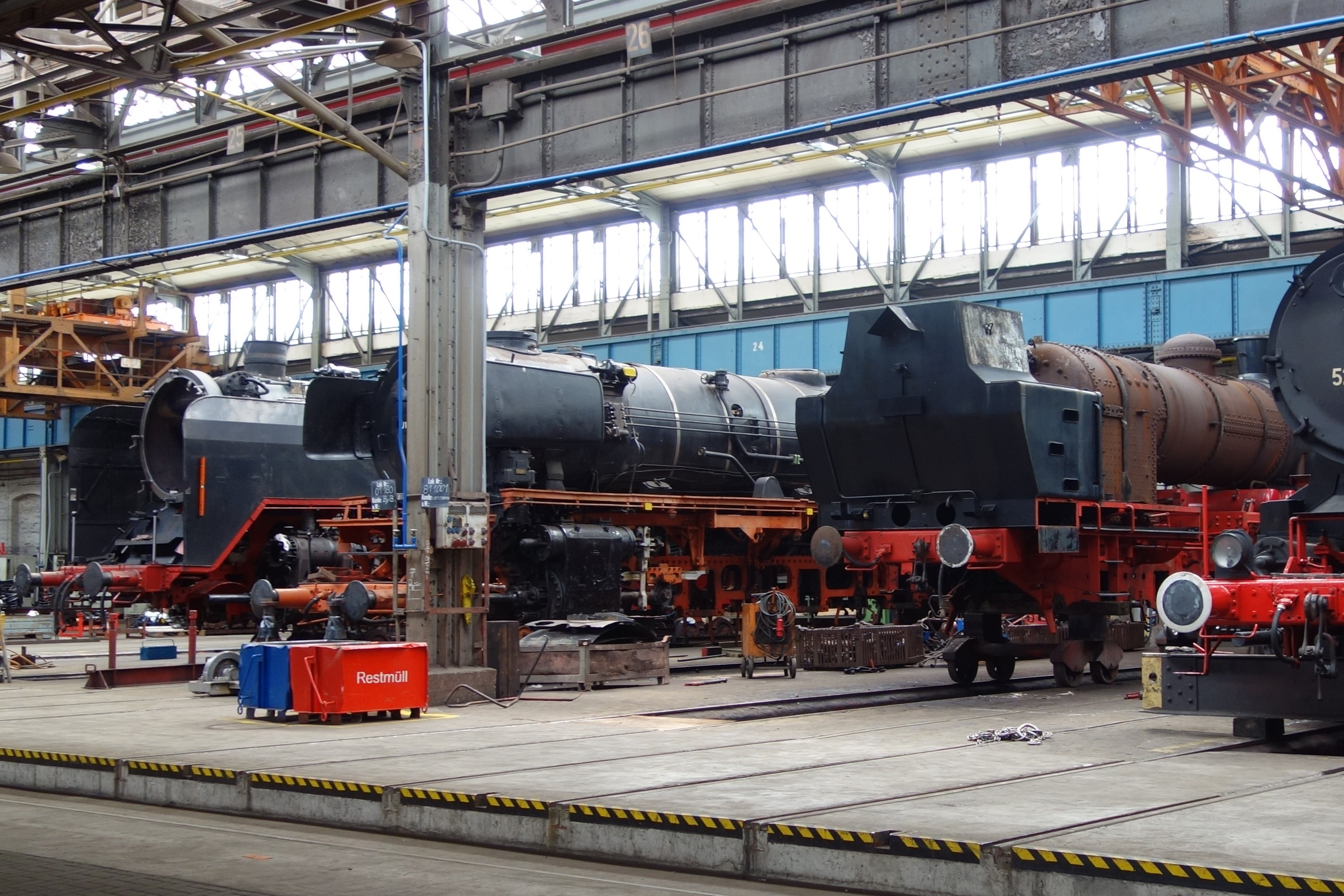
Inneres eines Dampflok-Ausbesserungswerks

Schon am 15. Juni 1945, keine sechs Wochen nach Kriegsende, ging das RAW wieder in Betrieb. Knapp drei Jahre danach waren bereits 1000 Lokomotiven und 10 000 Güterwagen ausgebessert; die Belegschaft erreichte im Oktober 1948 mit 1705 Menschen ihren Höchststand nach dem Krieg. Die Arbeitsbedingungen waren alles Andere als gut, so fehlte zunächst das Dach der Lokhalle, so dass im Winter auch in der Halle und auf den auszubessernden Lokomotiven Schnee lag. Die Güterwagen mussten weitgehend im Freien repariert werden, da von vornherein feststand, dass es sich bei diesem Aufgabengebiet um ein Nachkriegsprovisorium handelte, und so wurde die Wagenausbesserung am 1. April 1951 eingestellt.
Da auch für die Lokomotivausbesserung nach langer Ungewissheit erst 1950 feststand, dass das AW wieder dauerhaft in Betrieb gehen sollte, zog sich die Beseitigung der Kriegsschäden bis Anfang der 1950er-Jahre hin. So entgleiste aufgrund eines Kriegsschadens am 20. Mai 1950 um 7.10 Uhr der Frühzug, der die AW-Arbeiter von Jülich nach Jülich-Süd brachte, bei der Einfahrt in den Bahnhof Jülich-Süd; wegen seiner geringen Geschwindigkeit gab es jedoch lediglich Leichtverletzte. Aufgrund des nunmehr auf Lokomotiven beschränkten Leistungsspektrums des Werks existierten in den letzten Jahren vor der Schließung nur noch ca. 10 der ehemals über 30 Parallelgleise im Werksgelände.

### Übernahme durch die Bundeswehr

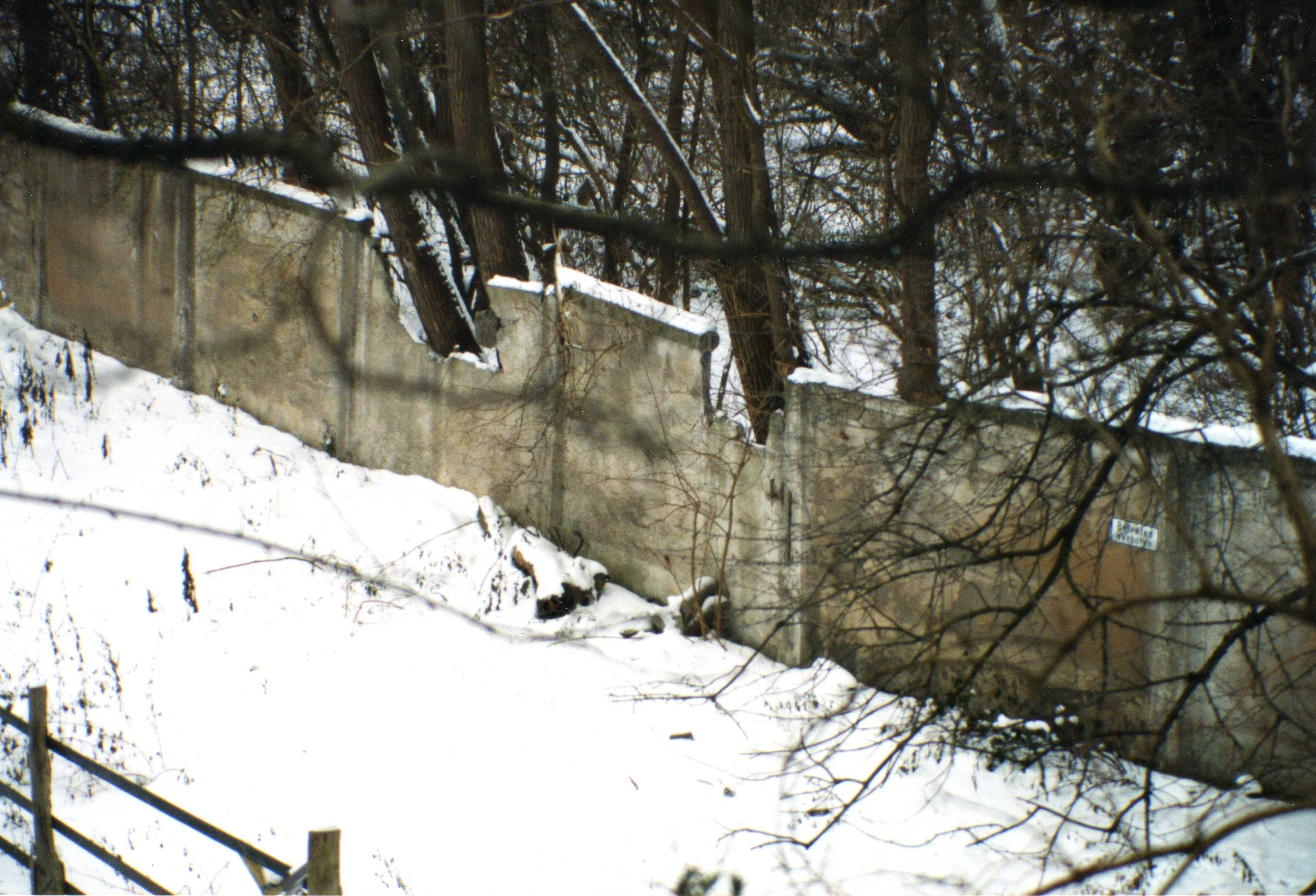
Charakteristisch für das AW war die umgebende Betonmauer aus der Entstehungszeit – hier 1997 im Bereich des heutigen Naturschutzgebiets

Am 18. November 1955 hatte die 5000. Lokomotive seit Kriegsende das AW verlassen – bis zu diesem Jubiläum brauchte es nach dem Zweiten Weltkrieg also nur zehn Jahre gegenüber 13 Jahren nach dem Ersten Weltkrieg. Nachdem im selben Monat die ersten deutschen Soldaten seit Kriegsende vereidigt wurden, fand am 15. März 1956 im AW eine Besprechung mit Vertretern der sich gerade in Gründung befindlichen Bundeswehr statt, die eine Übernahme des Werks von der Bundesbahn zum Ziel hatte. Die Bundesbahn hatte schon damals das Bestreben, Dampflokomotiven durch die gerade neu entwickelten Diesel- und Einheitselektrolokomotiven zu ersetzen und Lokomotiv-Ausbesserungen auf wenige große Werke zu konzentrieren. Das in seiner Struktur auf Dampfloks ausgerichtete AW Jülich, das zudem nur über nicht elektrifizierte eingleisige Nebenbahnen erreichbar war, erschien der DB zunehmend unattraktiv.
Nach einigen Verhandlungen zwischen Bundesbahn und Bundeswehr sowie heftigen Protesten der AW-Beschäftigten und der Jülicher Bevölkerung wurde dem Personalrat des AW am 28. August 1959 der Beschluss zur Übernahme des Werks durch die Bundeswehr mitgeteilt. Vom April 1960 an erhielten die AW-Lehrlinge einen Zusatzvertrag der Bundeswehr. Am 31. Dezember 1960 wurde das AW Jülich als selbständiges Werk aufgelöst und als Werkabteilung dem AW Köln-Nippes angegliedert. Zu dieser Zeit waren im Werk noch 80 Beamte und 570 Arbeiter tätig. Am 1. Juli 1961 übernahm die Bundeswehr die ersten Arbeiter des AW Jülich, im August 1964 wurde das Bundesbahnausbesserungswerk Jülich geschlossen. Der Kaufvertrag, den Bundesbahn und Land Nordrhein-Westfalen am 23. März 1964 abgeschlossen hatten, wies für als Kaufpreis das AW 16,5 Millionen DM aus. Seit Kriegsende hat das AW bis zur Schließung insgesamt 9269 Lokomotiven ausgebessert. 13 Jahre nach der Schließung nahm die Bundesbahn dann im Oktober 1977 ihre letzte Dampflokomotive außer Betrieb.
Die Bundeswehr gestaltete das Werksgelände für ihre Zwecke um und entfernte einen Großteil der noch vorhandenen Gleise. Bis heute sind jedoch zwei Gleise mit Weichenverbindungen erhalten geblieben, die es der Bundeswehr-Werkslok ermöglichen, um Waggons herum zu rangieren (sogenanntes Umsetzen). Beide Gleise enden innerhalb des Werksgeländes nahe der Waldstraße an einer Laderampe.
Die speziell mit Fahrtziel Jülich-Süd verkehrenden Arbeiterzüge erschienen im Winterfahrplan 1963/64 letztmals im Kursbuch, als Ersatz war bereits im April 1960 eine Werksbus-Linie für Angehörige der Kernforschungsanlage eingerichtet worden.
Seit 1976 ist eine Ausbildungswerkstatt im Werk integriert. Die Bundeswehr verwendet(e) für ihr Instandsetzungswerk folgende Bezeichnungen:
- ab 1961 Instandsetzungsbataillon 961
- ab 1. Oktober 1971 Heeresinstandsetzungswerk 800
- ab 1. April 1994 Systeminstandsetzungszentrum 800 (SysInstZ 800)
- ab 1. April 2008 Mechatronikzentrum der Bundeswehr (MechZBw)[6]

### Heutige Nutzung

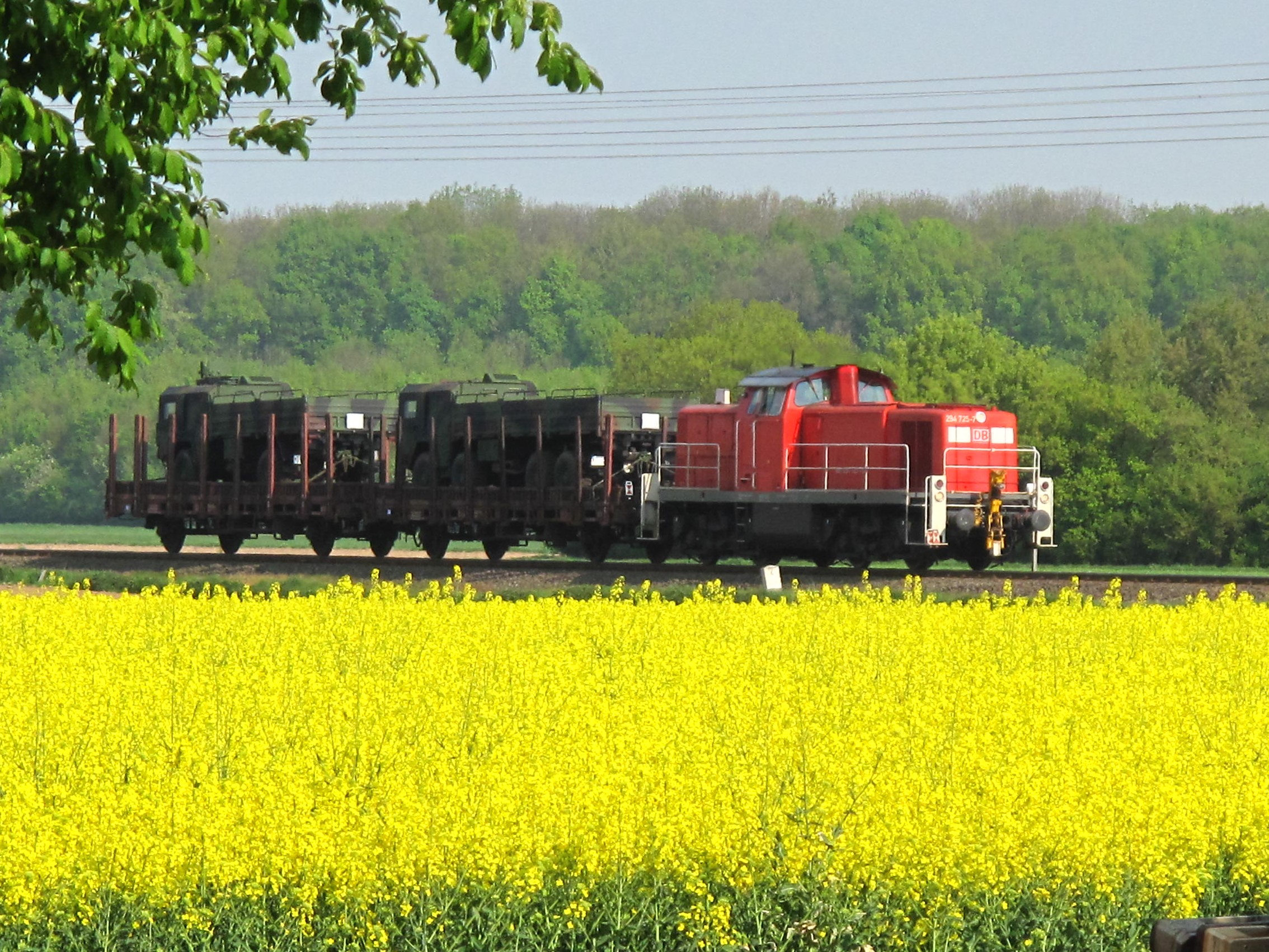
April 2011: DB-Lok 294 725-7 bringt zwei mit Bundeswehr-Lkw beladene Rungenwagen von Jülich nach Düren

Da die Bundeswehr nicht das gesamte Werksgelände benötigte, zogen bereits 1958 auch einzelne Abteilungen der nahe gelegenen und damals gerade im Aufbau befindlichen Kernforschungsanlage in einige der ehemaligen AW-Gebäude, so dass die Gesamtfläche seither in drei ähnlich große Bereiche aufgeteilt ist: im Südosten die Bundeswehr mit den großen Ausbesserungshallen, in der Mitte das Forschungszentrum mit den kleineren Gebäuden (heute beispielsweise die zentrale Warenannahme und die zentrale Berufsausbildung) sowie im Nordwesten, wo sich bis Anfang der 1950er Jahre die Gleisharfe zur 1951 aufgegebenen Wagenausbesserung befand (10,67 Hektar), eine Brachfläche, die im Laufe der Jahre zu einem kleinen Wald heranwuchs und seit 1984 das Naturschutzgebiet „Ehemaliges Eisenbahn-Ausbesserungswerk Jülich-Süd (DN-023)“ bildet.
Als Begriff lebt das in den letzten Jahren seines Bestehens meist BAW genannte Bundesbahn-Ausbesserungswerk bis heute fort. So war die Bushaltestelle am früheren Haupteingang zu Zeiten, als dort nur die Werksbusse des Forschungszentrums hielten, mit Ehemaliges BAW beschriftet; sie wurde erst mit Einrichtung der öffentlichen Schnellbuslinie nach Aachen um 2008 in Leo-Brandt-Straße umbenannt. Im Sprachgebrauch des Forschungszentrums ist die Bezeichnung „ehemaliges BAW“ oder „Außenstelle BAW“ bis heute üblich.
Die beiden größten Hallen des ehemaligen AWs, von der heutigen Belegschaft auch „Heilige Hallen“ genannt, stehen inzwischen unter Denkmalschutz. Nachdem das Dach der ehemaligen Lokomotivhalle (heute als Halle 5 bezeichnet) undicht geworden war, begann 2009 eine Sanierung, die auch die zweitgrößte Halle, die frühere Kesselschmiede (heute Halle 2) umfasste. Im Werksgelände ist dauerhaft eine Bundeswehr-eigene Rangierlok stationiert (u. a. Deutz 56997, später Deutz 56896), die in der Regel außerhalb der Werksmauer im Bereich des früheren Jülicher Vorbahnhofs Waggons bereitstellt oder aufnimmt. Bis mindestens Mai 2011 wurden reparaturbedürftige Bundeswehr-Fahrzeuge per Bahn über den Gleisanschluss angeliefert. Allerdings war auch dieser sanierungsbedürftig, so dass Ende 2013 für circa 1 Million Euro eine umfassende Erneuerung der insgesamt 2,5 km langen Werksgleise einschließlich Unterbau und Entwässerungsanlage erfolgte.
Schwerpunkt der Arbeiten in Jülich war jahrzehntelang die Instandsetzung von Radfahrzeugen (Lastkraftwagen, Busse, Unimogs u. a.), Kettenfahrzeuge kamen nicht nach Jülich. In den letzten Jahren ist außerdem die Instandsetzung von Feldlagermaterial (z. B. Container, Stromerzeugungsaggregate, Klimageräte) hinzugekommen. Im August 2013 war noch beabsichtigt, die Gleise für Transporte von 1800 Radfahrzeugen und 5000 Containern aus dem Ende 2014 beendenten Afghanistan-Einsatz zu ertüchtigen. Zu solchen Bahntransporten nach Jülich kam es allerdings nicht. Im Oktober 2017 ging die Leitung des Mechatronikzentrums an Oberstleutnant Michael Kommoss über. Dieser äußerte im März 2018 Überlegungen, den Gleisanschluss zukünftig für Panzertransporte zu nutzen. Voraussetzung hierfür seien allerdings einige Umstrukturierungen, Hintergrund sei ein Umdenken in Verteidigungsfragen, das 2014 durch die Annexion der Krim durch Russland ausgelöst wurde und schnellere sowie häufigere Reparaturen von Fahrzeugen und Panzern beinhalte. Hier komme dem Standort Jülich die Sanierung des Gleisanschlusses zugute.
Im Herbst 2019 ergaben Messungen, dass Halle 2 einer Asbest-Sanierung unterzogen werden musste. Die Halle wurde daraufhin für den Betrieb gesperrt, die dortigen Arbeiten wurden in andere Bereiche verlagert, insbesondere in Halle 5 (die ehemalige Lokomotivhalle entlang der Rurtalbahn-Strecke, quasi das Herz des früheren Ausbesserungswerkes), die vom Asbestproblem nicht betroffen war. Allerdings müssen beide Hallen wegen ihrer alten Bausubstanz und dem für schwere Kettenfahrzeuge zu weichen Boden einer Grundsanierung unterzogen werden. Aktueller Plan (Stand Januar 2021) ist, auf dem derzeitigen Werksparkplatz in den Jahren 2025–26 eine „Interimshalle“ zu errichten, die während der Sanierungen die Arbeiten der jeweils nicht verfügbaren Halle aufnimmt. Die gesamte Sanierung könnte dann Ende der 2020er-Jahre abgeschlossen sein.

### Gedenkstätte für Kriegsopfer
Am 24. Dezember 1954 wurde im AW Jülich ein Mahnmal für „die Opfer des Werkes im Zweiten Weltkrieg“ eingeweiht. Mehr als 30 Jahre später, am 31. Oktober 1985, wurde am Ort des ehemaligen Zwangsarbeiterlagers „Iktebach“ an der heutigen Leo-Brandt-Straße ein weiteres Mahnmal eingeweiht. Es trägt ein orthodoxes Kreuz und soll an die mehreren Hundert beim amerikanischen Bombenangriff des 29. September 1944 umgekommenen Zwangsarbeiter, die hauptsächlich russischer Herkunft waren, erinnern.
73 Jahre nach dem Rückzug der Wehrmacht kam es am Nachmittag des 21. März 2018 im Bereich der Gedenkstätte zur Explosion einer deutschen Artillerie-Sprenggranate des Kalibers 7,5 Zentimeter. Zwei junge Männer von 18 und 19 Jahren wurden dabei zum Teil schwer verletzt. Geschosse dieser Art wurden im Zweiten Weltkrieg gegen feindliche Panzer eingesetzt.

## Ausgebesserte Loktypen

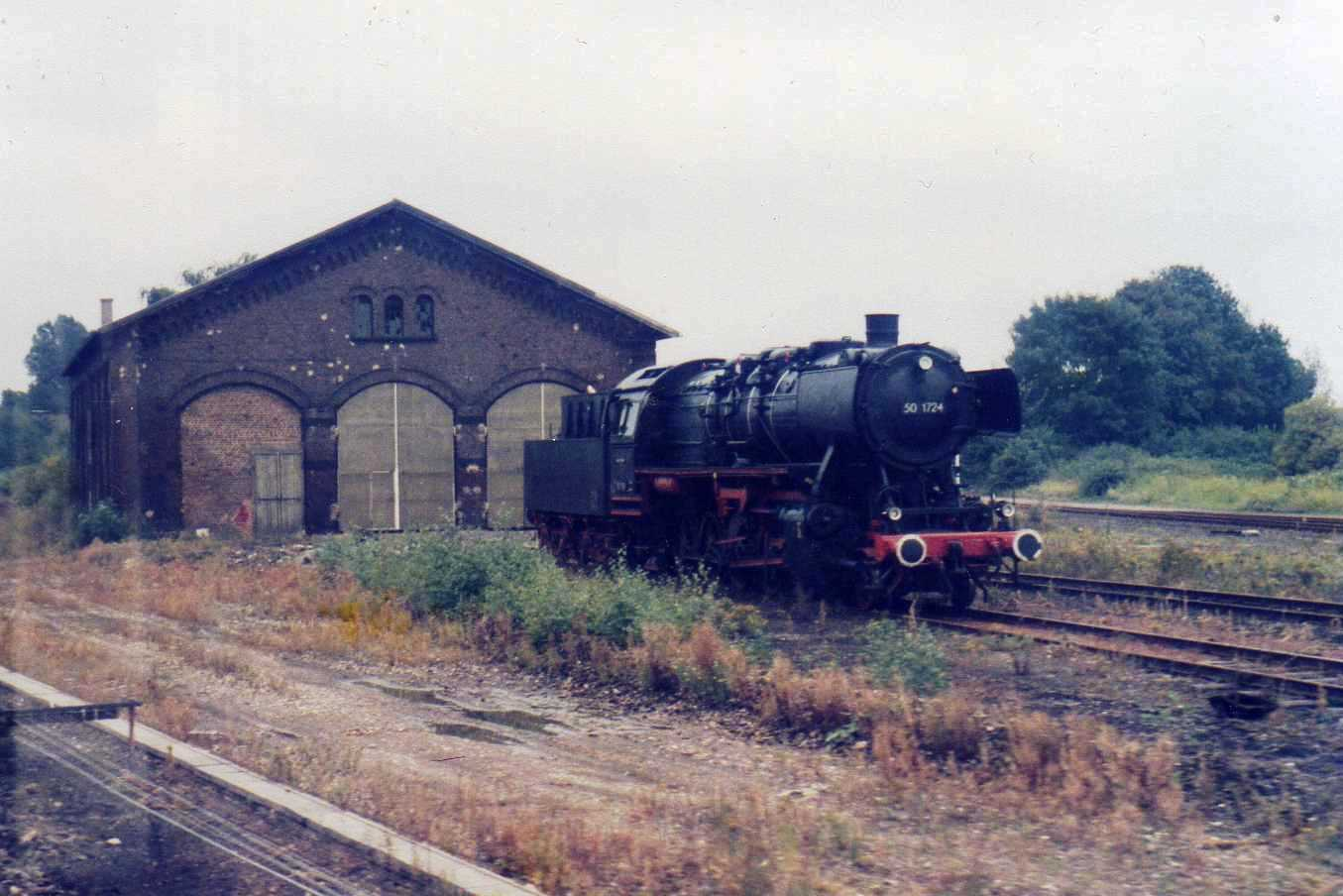
21 Jahre nach Aufgabe des AW stand 1985 diese (Museums-)Dampflok der Baureihe 50 im Bahnhof Jülich vor dem Rechteckschuppen (Drehscheibe und Ringlokschuppen waren schon 1980 abgerissen worden)

Im Laufe der Jahre besserte das AW Jülich im Wesentlichen folgende Dampflok-Baureihen aus: 74, 78, 89, 91 (allesamt preußische Länderbahntypen, konstruiert vor 1914), außerdem – hauptsächlich vor dem Zweiten Weltkrieg – die Reichsbahn-Einheitslok-Baureihen 64 und 86 aus den 1920er Jahren sowie die preußischen Baureihen 93 und 94. Nach dem Krieg kamen stattdessen die Baureihen 62 (Reichsbahn-Einheitslok) und 65 (Bundesbahn-Neukonstruktion, gebaut 1951–56) hinzu.
Waren dies alles Tenderlokomotiven, so sind ab 1957 auch in großer Zahl Aufenthalte der deutlich längeren Güterzug-Schlepptenderloks Baureihe 50 (die letzte Reichsbahn-Einheitslok, gebaut ab 1939) und Baureihe 55 (preußisch, bis 1939 die meistgebaute deutsche Dampflok) nachgewiesen. In den letzten zehn Jahren seines Bestehens waren im AW somit vorwiegend die Baureihen 50, 55, 65, 74, 78, 91, 92 zu Gast.
Die Zuführung der Lokomotiven brachte teilweise sehr lange Wege mit sich. Der Schwerpunkt des AW Jülich blieb bis zum Schluss auf den Loks aus preußischer Zeit, diese wurden jedoch im Laufe der Jahrzehnte in ihren Heimatstandorten zunehmend durch neuere Dampfloks sowie insbesondere ab den 1950er-Jahren durch Diesel- und Elektrolokomotiven ersetzt. Somit verblieben bundesweit immer weniger und kleiner werdende „Inseln“ mit alten preußischen Maschinen, welche die DB aufgrund ihrer konstruktiven Gemeinsamkeiten auf möglichst wenige Ausbesserungswerke konzentrierte. Je seltener die alten Maschinen wurden, desto länger wurden die durchschnittlichen Wege ins nächste AW. Beispielsweise waren Ende der 1950er-Jahre im Betriebswerk Hamburg Hbf u. a. einige Dampfloks der preußischen Baureihen 74 und 78 beheimatet. Ein damaliger Hamburger Lokomotivheizer berichtet hierzu:

„Überführungsfahrten einer Maschine zum oder aus dem Ausbesserungswerk waren Touren durch die halbe Republik, denn das AW befand sich in Jülich. Lokführer Alfred Ringel und ich holten am 30. August 1957 die 74 948 aus dem Werk in der Börde bei Düren. [Weiterhin zur Lok 78 330:] Lokführer Ehlers und ich brachten sie Anfang Mai 1959 wegen eines losen Radreifens mit höchstens 60 km/h ins AW Jülich.“

Eine solche Fahrt mit 60 km/h über ungefähr 500 km würde selbst in dem unwahrscheinlichen Fall, dass die Lok überall freie Durchfahrt hätte, etwa acht Stunden dauern, hätte also unter realistischen Bedingungen (niedrige Priorität gegenüber planmäßigen schnelleren Zügen) mindestens zwei 8-Stunden-Schichten für die Hinfahrt erfordert sowie eine weitere Schicht für die Rückreise des Personals in Reisezügen. (Eine Fahrt von Jülich oder Jülich-Süd nach Hamburg war im Sommerfahrplan 1959 selbst bei Benutzung der nur die 1. Klasse führenden F-Züge nicht unter sechs Stunden zu schaffen und dauerte je nach konkreter Abfahrtszeit sogar noch deutlich länger.) Für geplante AW-Aufenthalte kam es daher nach Möglichkeit zu gemeinsamen Überführungen mehrerer Loks. Dokumentiert ist beispielsweise eine Lokzug-Fahrt mit 3 Exemplaren der Baureihe 74 im Jahr 1939 vom RAW Jülich über etwa 200 km nach Bingerbrück am Rhein und dem weitere 30 km entfernten Alzey in Rheinhessen.
1957 baute das AW Jülich den ersten Prototyp für einen Kabinentender, mit welchem ab 1961 über 700 Loks der nach dem Krieg am meisten verbreiteten Dampflokbaureihe 50 ausgerüstet wurden. Als letzte Lok verließ die mit Kabinentender ausgerüstete 50 2422 am 5. Juni 1964 das Werk.